# Matra Rancho
El Matra Rancho es un automóvil todoterreno creado por el grupo francés Matra en cooperación con Simca para liderar la tendencia todoterreno empezada por el Range Rover, pero a un precio inferior. Se presentó en 1977 y se convirtió en un modelo muy popular, pero no ayudó a subsanar los problemas de la marca madre Chrysler de aquella época. Al final se optó por vender la rama europea de Chrysler a PSA en 1978, que decidió renombrar todos los antiguos modelos bajo la marca Talbot desde 1979. La producción continuó hasta 1984 y se completaron 57.792 unidades.
Diseñado por Antonis Volanis, el Rancho está basado en la versión pickup del popular Simca 1100, del que toma su frontal y su chasis. El resto de la carrocería estaba hecho por Matra de poliéster y de fibra de vidrio, incluyendo las molduras que adornan la carrocería. El espacio libre con respecto al suelo fue incrementado. A diferencia de la mayoría de todoterrenos, el Rancho no estaba equipado con tracción total, permaneciendo el esquema de tracción delantera del 1100. Otros elementos tomados del 1100 son el salpicadero y los asientos delanteros, idénticos a los del Simca 1100 GLS. El Rancho era movido por la versión de 1442 cc y 80 cv del motor Poissy gasolina  de cuatro cilindros en línea.